# بازعقاب آفریقایی
بازعقاب آفریقایی (نام علمی: Aquila spilogaster) یک پرنده شکاری بزرگ است. مانند همه عقاب‌ها از تیرهٔ بازان (Accipitridae) است. پاهای پردار این گونه آن را به عنوان عضوی از زیرتیرهٔ عقابیان (Aquilinae) نشان می‌دهد. بازعقاب آفریقایی در مناطق گرمسیری جنوب صحرای آفریقا زادآوری می‌کند. پرنده‌ای از جنگل‌های متنوع است که هم مناطق ساوانا و هم مناطق تپه‌ای را دربر می‌گیرد اما معمولاً در جنگل‌هایی که معمولاً خشک هستند دیده می‌شود. این گونه در مناطقی که نوع زیستگاه ترجیحی آنها وجود ندارد کمیاب است. این گونه یک لانه چوبی در عرض یک درخت بزرگ در حدود ۱ متر (۳٫۳ فوت) می‌سازد. دسته‌تخم به‌طور کلی یک یا دو تخم‌مرغ است. بازعقاب آفریقایی بسیار نیرومند است و به‌طور عمده پستانداران و پرندگان کوچک تا متوسط را شکار می‌کند و گهگاه خزندگان و طعمه‌های دیگر را نیز شکار می‌کند. صدا یک kluu-kluu-kluu است. بازعقاب آفریقایی یک گونه نسبتاً پایدار و طبق IUCN گونه‌ای با کمترین نگرانی در نظر گرفته می‌شود.

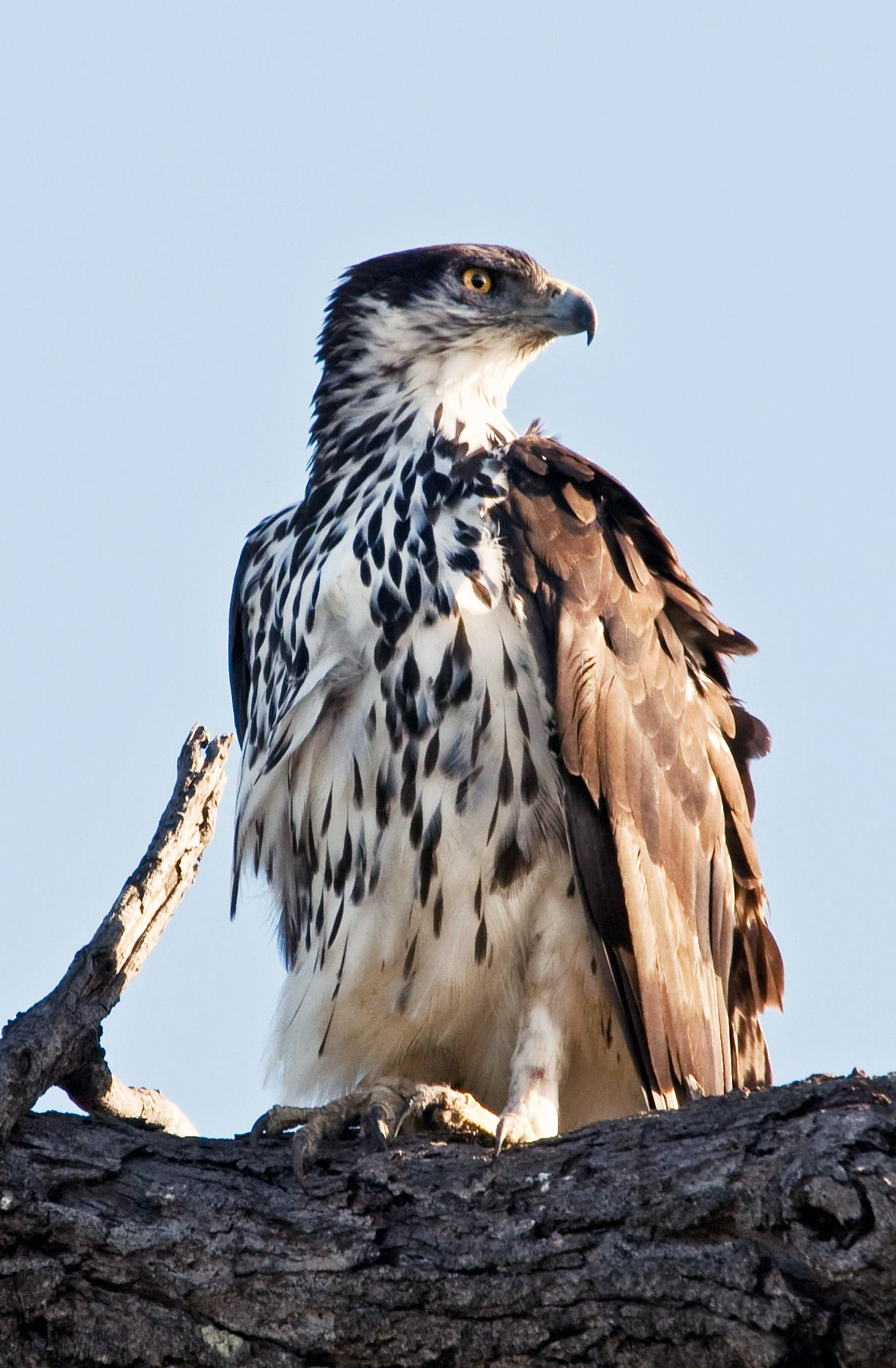
بازعقاب آفریقایی نیمه‌بالغ زودرس، پشت کاملاً تیره نشده و از ناحیه شکمی کمی خالدار است.